# Attila Kovács
Attila Kovács (ur. 30 grudnia 1939 w Budapeszcie, zm. 10 listopada 2010 tamże) – węgierski szermierz, wielokrotny medalista mistrzostw świata.
Podczas mistrzostw świata w Gdańsku w 1963 roku Węgrzy w składzie: Péter Bakonyi, Attila Kovács, Tamás Kovács, Miklós Meszéna i Tibor Pézsa zdobyli brązowy medal w szabli drużynowej. W tej samej konkurencji zdobywał następnie złoty medal na mistrzostwach świata w Göteborgu (1973), srebrny na mistrzostwach świata w Montrealu (1967) oraz kolejne brązowe na mistrzostwach świata w Hawanie (1969) i mistrzostwach świata w Grenoble (1974).
Na igrzyskach olimpijskich w Tokio w 1964 roku zajął piąte miejsce w turnieju drużynowym, a w zawodach indywidualnych dotarł do półfinałów. Były to jego jedyne starty olimpijskie.
Szablistami i olimpijczykami byli również jego ojciec Pál oraz brat Tamás.